# Wętfie
Wętfie – (niem. Wentfin) wieś w Polsce, położona w województwie kujawsko-pomorskim, w powiecie świeckim, w gminie Lniano.
| SIMC    | Nazwa    | Rodzaj    |
| ------- | -------- | --------- |
| 1030760 | Warszawa | część wsi |

W latach 1975–1998 wieś administracyjnie należała do województwa bydgoskiego.